# 에미히 키릴 추 라이닝겐 후자
라이닝겐 후자 에미히 키릴(Emich Kyrill, Prince of Leiningen, 1926년 10월 18일 ~ 1991년 10월 30일)은 독일의 기업가이자 카를 추 라이닝겐 후자의 아들이었다. 그는 1946년부터 1991년 사망할 때까지 라이닝겐의 제7대 후작이었다.